# IC 1
IC 1 је двојна звијезда у сазвјежђу Пегаз која се налази на листи објеката дубоког неба у Индекс каталогу.
Деклинација објекта је + 27° 43' 9" а ректасцензија 0h 8m 27,3s.